# Y Lyrae
Y Lyrae är en pulserande variabel av RR Lyrae-typ (RRAB) i stjärnbilden Lyran. 
Stjärnan varierar mellan visuell magnitud +12,58 och 13,9 med en period av 0,50269589 dygn eller 12,064701 timmar. RR Lyrae-stjärnornans period varierar mellan 0,2 och 1,2 dygn med ett medianvärde på 0,5 dygn. Y Lyrae ligger alltså precis vid medelvärdet.